# Mangalia
Mangalia (tur. Mankalya), starożytne Callatis (grec. Κάλλατις/Καλλατίς) ; inna nazwa historyczna: Pangalia
– miasto w Rumunii w okręgu i aglomeracji Konstancy. Liczy 40 150 mieszkańców (2002). 
Mangalia jest kąpieliskiem morskim, dość ważnym portem oraz uzdrowiskiem. W latach 60. XX wieku w mieście wybudowano zespół nowoczesnych pensjonatów i hoteli. Corocznie latem odbywa się tutaj jeden z największych festiwali muzycznych w Rumunii – Festival Callatis.
Znajduje się tu zabytkowy meczet Esmahan Sultan z XVI wieku, a także ruiny twierdzy. Z Mangalii pochodzi piosenkarka muzyki dance – Inna. W tym samym mieście urodził się poprzedni prezydent Rumunii – Traian Băsescu.

## Galeria

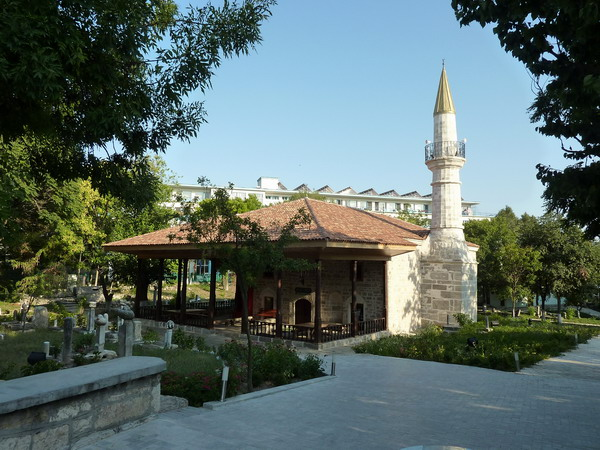
Meczet w Mangalii
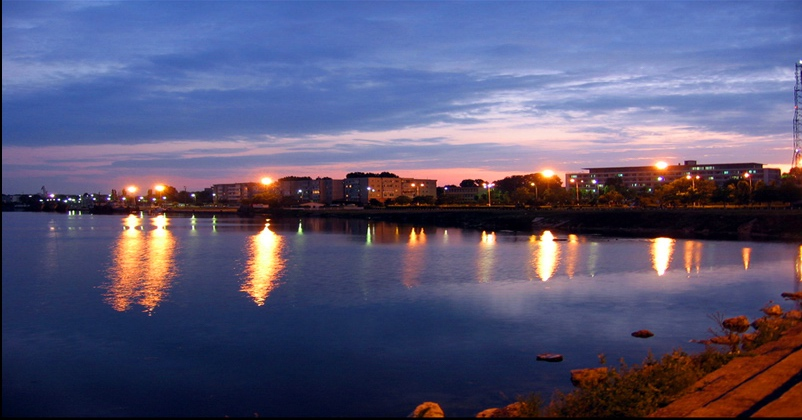
Mangalia

## Miasta partnerskie
- Bałczik,  Bułgaria
- Generał Toszewo,  Bułgaria
- Greenport,  Stany Zjednoczone
- Lawrio,  Grecja
- Fondi,  Włochy
- Porto Viro,  Włochy
- Santa Severina,  Włochy
- Struga,  Macedonia Północna
- Piran,  Słowenia